# Ierapetra
Ierapetra (in greco Ιεράπετρα?) è un comune della Grecia situato nell'isola di Creta (unità periferica di Lasithi) con 27 744 abitanti secondo i dati del censimento 2001.
A seguito della riforma amministrativa detta Programma Callicrate in vigore dal gennaio 2011 che ha abolito le prefetture e accorpato numerosi comuni, la superficie del comune è ora di 554 km² e la popolazione è passata da 23 707 a 27 744 abitanti.

## Economia
L'agricoltura e il turismo sono le principali voci dell'economia locale. La cultura degli alberi d'olivo è praticata almeno dall'epoca minoica e l'olio ricavato viene esportato in grandi quantità. Il mercato delle primizie diretto soprattutto verso la Germania si avvale di serre che furono introdotte dall'olandese Paul Kuypers.

## La città di Ierapetra

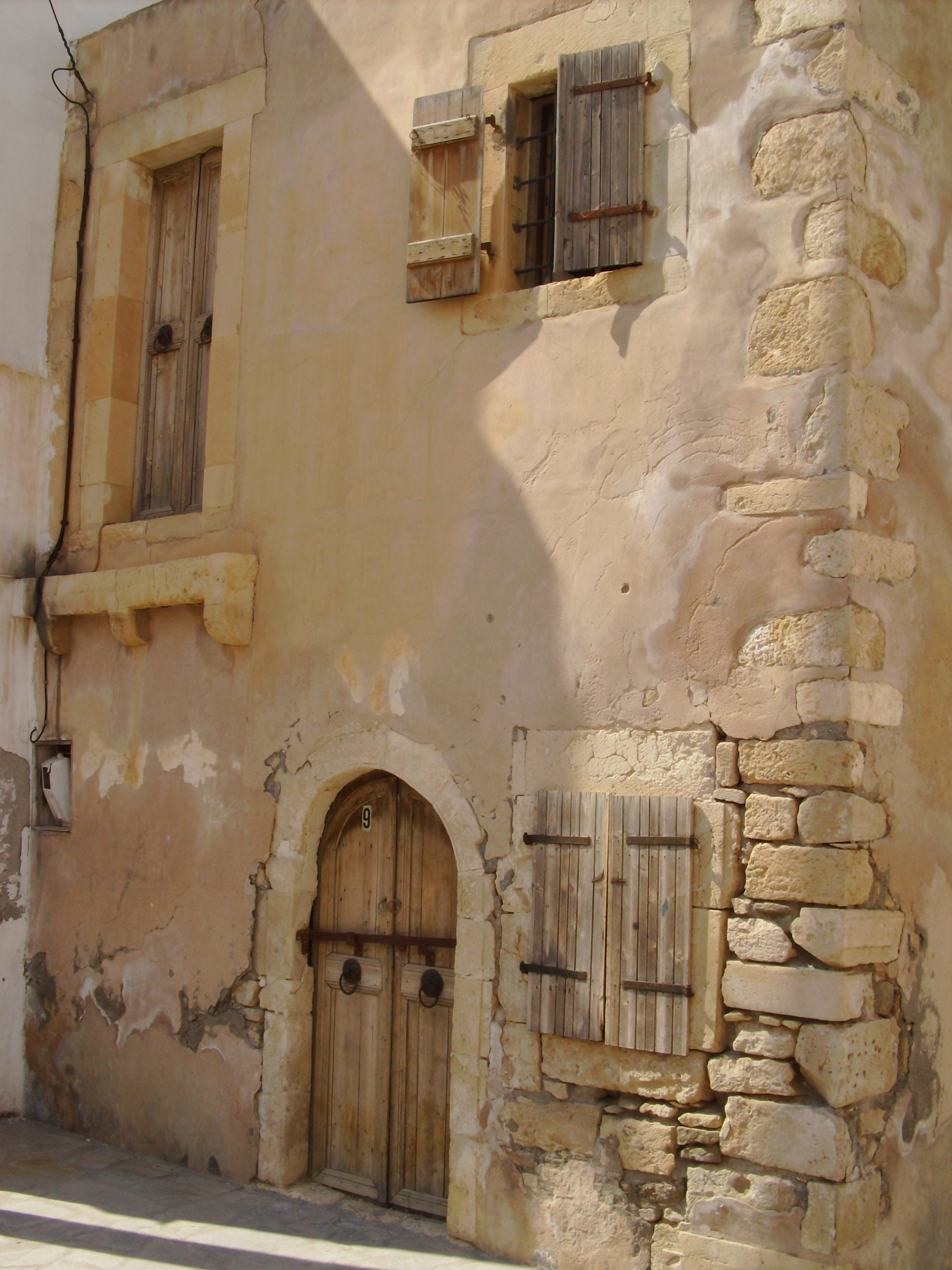
Casa di Napoleone

La città di Ierapetra, sede del municipio,  si estende sulle coste del mar libico. Nel 2001 aveva una popolazione di 23 707 abitanti. Sorge sul luogo dell'antica città di Hierapytna, famosa per essere stata un covo di pirati in epoca romana. Fu distrutta dai Romani nel 67 a.C. e fu ricostruita poco dopo ma il centro maggiore della zona era diventato Gortyna. Nell'824 d.C. fu presa e distrutta dagli Arabi. Ridiventò un centro della pirateria. Cadde sotto il predominio dei Veneziani ai cui tempi risale la fortezza di Kale che ancora incombe sull'abitato. Nel 1798 Napoleone vi fece una sosta sulla via del ritorno della Campagna d'Egitto, in una piccola casa veneziana del XVIII secolo. Oggi l'edificio è disabitato e lasciato in stato di semi-abbandono ma rappresenta una delle poche architetture antiche rimaste in città.

Nel periodo ottomano vi fu costruita una moschea. A Ierapetra vi è un piccolo museo ospitato in un edificio che in epoca ottomana serviva da scuola per bambini turchi. Tra i pezzi fa spicco una statua di Persefone.